# Bametano
Bametano é um fármaco utilizado pela medicina como simpaticomimético, agonista dos receptores beta, que produz vasodilatação.

## Indicações
- Mal de Raynaud
- Espasmos vasculares
- Distúrbios circulares periféricos